# Diocesi di Colatina

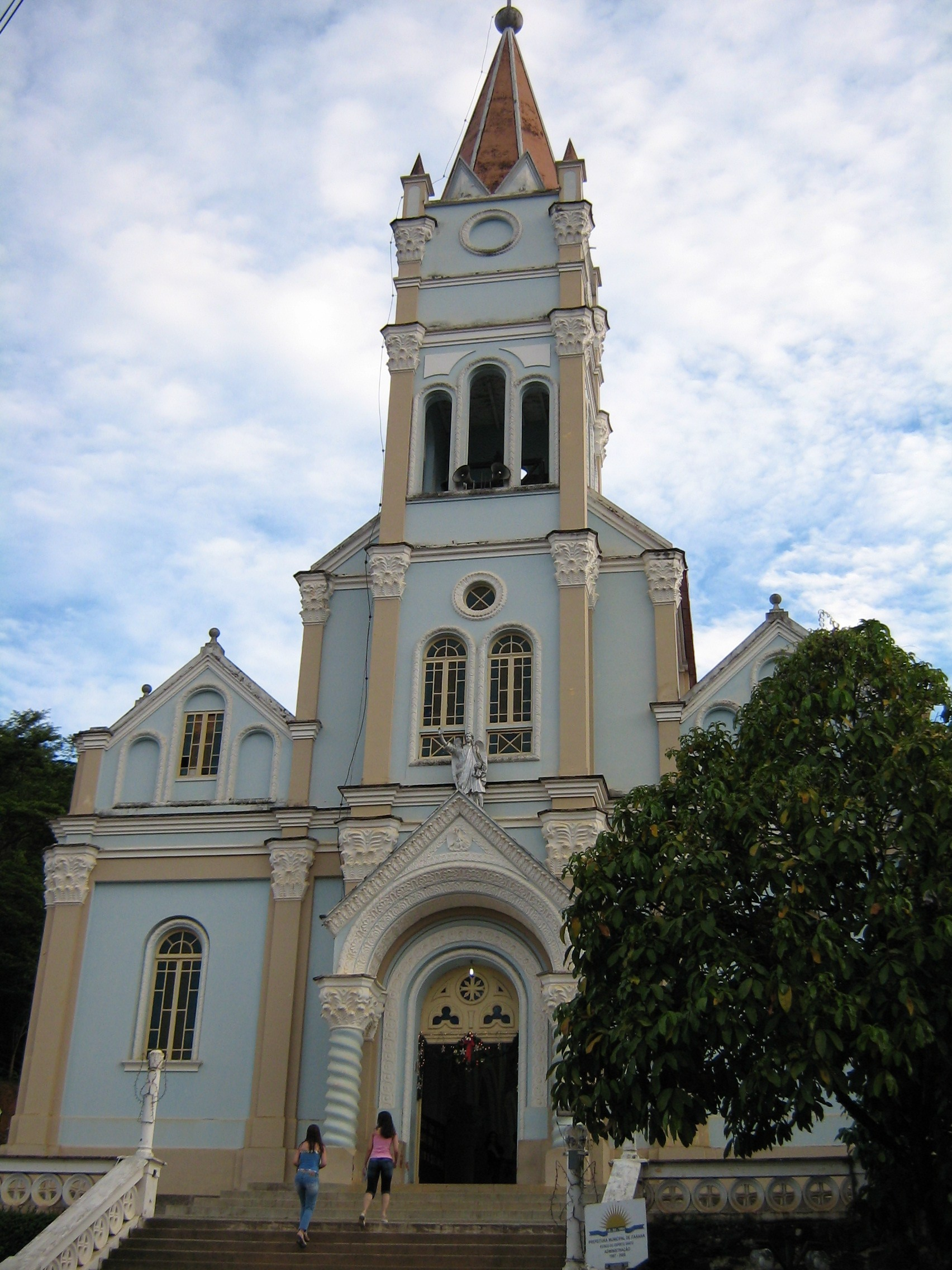
La chiesa parrocchiale di Maria Ausiliatrice a Itarana.

La diocesi di Colatina (in latino: Dioecesis Colatinensis) è una sede della Chiesa cattolica in Brasile suffraganea dell'arcidiocesi di Vitória. Nel 2023 contava 525.000 battezzati su 654.400 abitanti. È retta dal vescovo Lauro Sérgio Versiani Barbosa.

## Territorio
La diocesi comprende 17 comuni nella parte settentrionale dello stato brasiliano di Espírito Santo: Colatina, Aracruz, Baixo Guandu, Governador Lindenberg, Ibiraçu, Itaguaçu, Itarana, João Neiva, Laranja da Terra, Linhares, Marilândia, Pancas, Rio Bananal, Santa Teresa, São Domingos do Norte, São Roque do Canaã e Sooretama.
Sede vescovile è la città di Colatina, dove si trova la cattedrale del Sacro Cuore di Gesù.
Il territorio si estende su 13.106 km² ed è suddiviso in 31 parrocchie, raggruppate in 5 zone pastorali: Colatina, Café, BR-101 Norte, BR-101 Sul e Linha Ita.

## Storia
La diocesi è stata eretta il 23 aprile 1990 con la bolla Ex propinquo cotidianoque di papa Giovanni Paolo II, ricavandone il territorio dall'arcidiocesi di Vitória.
Il 28 novembre 1997 ha ceduto parte del comune di Vila Valério alla diocesi di São Mateus.
Il 29 settembre 2007 la Congregazione per il culto divino e la disciplina dei sacramenti ha confermato Nostra Signora della Salute patrona principale della diocesi.

## Cronotassi dei vescovi
Si omettono i periodi di sede vacante non superiori ai 2 anni o non storicamente accertati.
- Geraldo Lyrio Rocha † (23 aprile 1990 - 16 gennaio 2002 nominato arcivescovo di Vitória da Conquista)
- Décio Zandonade, S.D.B. (14 maggio 2003 - 14 maggio 2014 dimesso)
- Joaquim Wladimir Lopes Dias (4 marzo 2015 - 13 gennaio 2021 nominato vescovo di Lorena)[3]
- Lauro Sérgio Versiani Barbosa, dal 27 ottobre 2021

## Statistiche
La diocesi nel 2023 su una popolazione di 654.400 persone contava 525.000 battezzati, corrispondenti all'80,2% del totale.
| anno | popolazione | popolazione | popolazione | presbiteri | presbiteri | presbiteri | presbiteri                | diaconi | religiosi | religiosi | parrocchie |
| anno | battezzati  | totale      | %           | numero     | secolari   | regolari   | battezzati per presbitero | diaconi | uomini    | donne     | parrocchie |
| ---- | ----------- | ----------- | ----------- | ---------- | ---------- | ---------- | ------------------------- | ------- | --------- | --------- | ---------- |
| 1999 | 365.000     | 463.000     | 78,8        | 35         | 22         | 13         | 10.428                    |         | 17        | 53        | 23         |
| 2000 | 365.000     | 463.000     | 78,8        | 36         | 23         | 13         | 10.138                    |         | 17        | 53        | 23         |
| 2001 | 386.502     | 483.128     | 80,0        | 32         | 22         | 10         | 12.078                    |         | 13        | 53        | 23         |
| 2002 | 387.312     | 483.938     | 80,0        | 30         | 19         | 11         | 12.910                    |         | 20        | 56        | 23         |
| 2003 | 387.151     | 483.938     | 80,0        | 31         | 21         | 10         | 12.488                    |         | 19        | 68        | 23         |
| 2004 | 387.151     | 483.938     | 80,0        | 33         | 21         | 12         | 11.731                    |         | 16        | 69        | 23         |
| 2006 | 411.226     | 516.344     | 79,6        | 36         | 26         | 10         | 11.422                    |         | 23        | 68        | 23         |
| 2013 | 484.000     | 568.000     | 85,2        | 59         | 40         | 19         | 8.203                     | 11      | 31        | 55        | 32         |
| 2016 | 496.000     | 619.797     | 80,0        | 56         | 36         | 20         | 8.857                     | 10      | 24        | 55        | 31         |
| 2019 | 508.000     | 638.680     | 79,5        | 58         | 42         | 16         | 8.758                     | 11      | 19        | 55        | 31         |
| 2021 | 514.700     | 642.158     | 80,2        | 57         | 43         | 14         | 9.029                     | 10      | 18        | 64        | 31         |
| 2023 | 525.000     | 654.400     | 80,2        | 60         | 45         | 15         | 8.750                     | 12      | 19        | 66        | 31         |